# Eotyrannus
Eotyrannus ("tirano da alvorada") foi um dinossauro terópode encontrado nas primeiras camadas da Formação Wessex em rochas do periodo Cretáceo, incluídas no Grupo Wealden, localizado na costa sudoeste da Ilha de Wight, no Reino Unido. Composto de um crânio sortido, esqueleto axial e elementos de esqueleto apendicular, o fóssil de um jovem ou subadulto, encontrado em uma cama de barro de entulho de fábrica, foi descrito por Hutt. no início de 2001. Ele tinha, provavelmente, 4,5 metros de comprimento e o peso de um leão, mas como era subadulto, sua forma adulta poderia ter o peso de um urso pardo. Seus braços e pernas eram grandes.